# Боне, Жан Пьер Франсуа
Граф Жан Пьер Франсуа Боне (фр. Jean Pierre François Bonet; 8 августа 1768, Алансон (Орн) — 23 ноября 1857, там же) — французский генерал, участвовавший в Французских революционных войнах и Наполеоновских войнах.

## Биография

### При революции и Директории
Жан Боне служил в полку Boulonnais с 1786 по 1791 год. Будучи рядовым во время французской революции, он был повышен до сержанта добровольческого батальона, а затем стал офицером в Северной армии. Будучи капитаном, в 1793 году в Ондскоте он был ранен и потерял левый глаз. В 1794 году он был направлен в армию Самбры и Мааса, и под командованием Журдана участвовал в кампаниях 1794 и 1795 годов. В 1794 году был повышен до звания бригадного генерала. Он указан в списках армии Восточных Пиренеев как бригадный генерал, вероятно, в дивизии Ожеро. 
Столь же доблестно он участвовал в походах в Германию и Италию с 1796 по 1799 год. Его храбрость в битве при Гогенлиндене привлекла внимание Первого консула. 27 августа 1803 года он стал командующим 26-й пехотной дивизией в Ахене, а в 1804 году по приказу Ожеро был отправлен в брестский лагерь.

### Генерал Империи
Оставался в запасе до конца 1807 года. После этого был направлен в Испании и отличился во время кампании 1808 года. Он сражался в Бургосе в 1808 году, а затем стал губернатором Сантандера и командиром 2-й дивизии 2-го корпуса. В последующие годы он сражался в Сантандере, воевал против Хуана Диаса Порльера в Астурии, в Хихоне, в разгромной для французов битве при Саламанке (от сражения в которой Боне отговаривал Мармона и во время которой он получил ранение), наконец, в бою при Пеньяранде, во время которого он был очень серьёзно ранен.
2 марта 1811 года ему был пожалован титул графа.
В 1813 году Боне командовал дивизией в корпусе армии Мармона. Во время немецкой кампании он был с Великой Армией в Германии в Люцене, где участвовал в нескольких кавалерийских атаках, в Баутцене 8 мая, 10-го на равнине возле Топлицы, и в Дрездене, где он был взят в плен.
20 марта 1815 года Наполеон поручил ему командовать батальоном в Дюнкерке. После битвы при Ватерлоо Боне ненадолго вновь находился под началом маршала Гувиона Сен-Сира, командуя 13-й дивизией в Рене. После того, как военным министром стал герцог Фельтрский, 16 февраля Боне был отправлен в отставку.

### На службе у короля

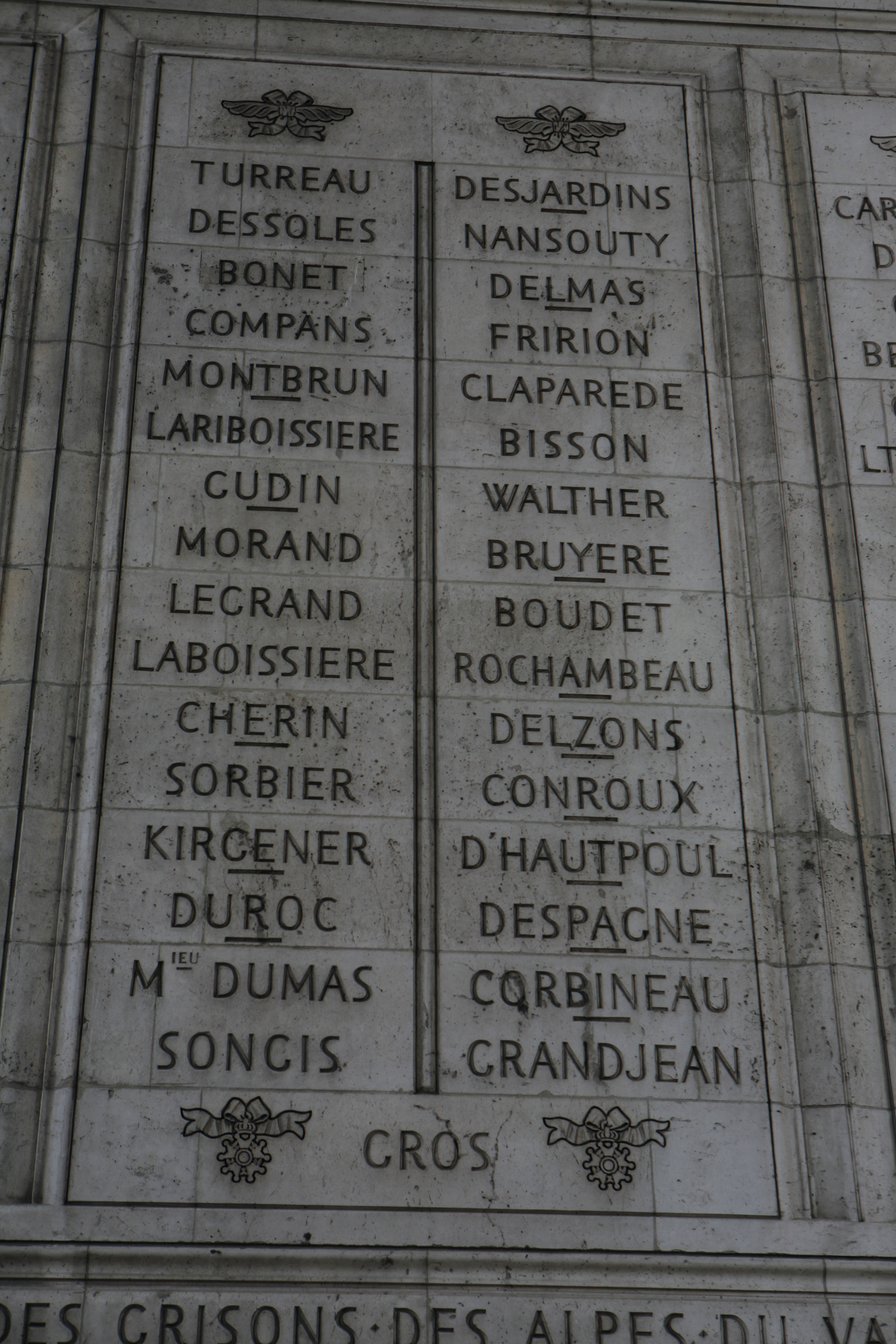
Имя BONET высечено под Триумфальной аркой в столбце 15

В начале 1831 года, король Луи-Филипп I назначил его специальным уполномоченным в 4-й, 12-й и 13-й дивизиях, 20 апреля присвоил ему звание кавалера Большого креста Ордена Почётного легиона, а 19 ноября следующего года сделал его пэром Франции. В 1832 году он воевал с повстанцами в Вандее. 
В том же году был назначен президентом специальной комиссии, направленной в Африку; вернулся в следующем году после выполнения своей миссии. Был переведён в резерв в 1835 году. Ушёл на пенсию в 1848 году. 
С 31 декабря 1852 года до своей смерти был сенатором Второй империи. 
23 ноября 1857 года умер в своём родном городе. 
Имел репутацию энергичного, но жесткого генерала. Его имя высечено под Триумфальной аркой на южной стороне.